# 蒼之封印
《蒼之封印》是篠原千繪的日本漫畫作品。於1991年《Sho-Comi》（小学館）22號開始連載。單行本全11冊。文庫版共7冊。

## 故事簡介
故事背景為日本。
高中一年級轉學生桐生蒼子（大然譯: 林碧珊）轉學的頭一天起床後感到身體極度不適。而意圖侵犯蒼子的男同學與網球社的學姊莫名其妙的只留下人形般的衣服就消失了。
後來出現了一位假冒男同學的男子-西園寺彬，自稱為是「西家白虎」，為了狩獵鬼族族長「東家蒼龍」而存在。
頭上生出角，強烈飢餓時會吃人，這些異常的狀況在在的出現在蒼子身上。原本是否定鬼門一族的蒼子也因為製造了許多的鬼而無法捨棄鬼族。但為了和彬在一起，蒼子試著找出人類與鬼族之間和平共存的方法。

## 登場角色
桐生 蒼子（きりゅう そうこ）
本故事主角。高中一年級生。是食人一族鬼門的首領「東家蒼龍」，鬼門最後的女王である羅睺（らごう）的頭髮再造的第二位複製人。可以操縱青色的鬼火並吸食人類的生氣。擁有吃了人之後可以製造使人變為鬼的蒼魂的能力。因為鬼的存在而厭惡自己，為了和彬在一起而努力追尋可以成為人類的方法。
西園寺 彬（さいおんじ あきら）
擁有可以滅殺鬼門能力的「西家白虎」之長。原本西家也是鬼門的一族，但因不知何時起擁有獵殺鬼族的能力後漸漸被鬼門疏遠，而與人類混血。在西家後代當中彬雖然非長子，但因擁有即強的能力而被力為第一百零三代當主。因為母親的訓練而擅長料理。
原本是要取走蒼子的性命以斷鬼族復興之路，但卻不知不覺愛上了蒼子。
桐生 高雄（きりゅう たかお）
擁有精神操縱能力的「北家玄武」族長。故事一開始假冒為蒼子的哥哥，但事實上是幕後策劃羅睺再生與鬼門復活的黑手。
千年前鬼門被滅亡的當時，為了未來得以復興鬼門，高雄接受了「南家朱雀」的刑罰而只留下一顆不老不死的頭顱。在故事中皆以影子的身分存在。千年前曾是羅睺的丈夫、緋子（計都）的父親。
緋子（ひこ）
故事出登場時名為計都（けいと）。也是一名複製人，以羅睺的妹妹的名義再生。為了復興鬼門，且野心勃勃想要奪取東家族長一位，處處反抗蒼子。爾後蒼子回歸鬼門時，為避免緋子繼續奪取族長之為造成人類威脅，將之重新起名為「緋子」，並任命他為滅亡的「南家朱雀」之長，使其喪失族長繼承權。
實際上他是羅睺與高雄所生的女兒，千年前鬼門滅亡時只有四歲。
西園寺 忍（さいおんじ しのぶ）
彬的叔父，但實際上是西園寺財團幕後的指揮者。眼盲，隨行有隻導盲犬在側。
西園寺 椋（さいおんじ りょう）
彬的同父異母兄長。為西園寺家長子。在西家老宅追逐戰中，因為彬差點被蒼子的手吃掉而死於蒼子的手上。武器是強力迴旋標。
西園寺 楷（さいおんじ かい）
彬的同父異母弟弟（只比彬小兩個月）。三男。一開始處於反對蒼龍存在的立場，但後來受蒼子與彬兩人之間感動，因而轉為協助兩人。武器是鞭子（可以透過鞭子吸食鬼的生氣）。
西園寺 檀（さいおんじ まゆみ）
彬的同父異母妹妹。西園寺4兄妹最小的女兒。與椋是同一個母親。奉忍之命要與彬生下西家血脈。武器是石頭（可以擊破玻璃）。

## 相關項目
- 赤河戀影